# Kia Pride (1987)
Kia Pride – samochód osobowy klasy miejskiej produkowany pod południowokoreańską marką Kia w latach 1987–2000.

## Historia i opis modelu

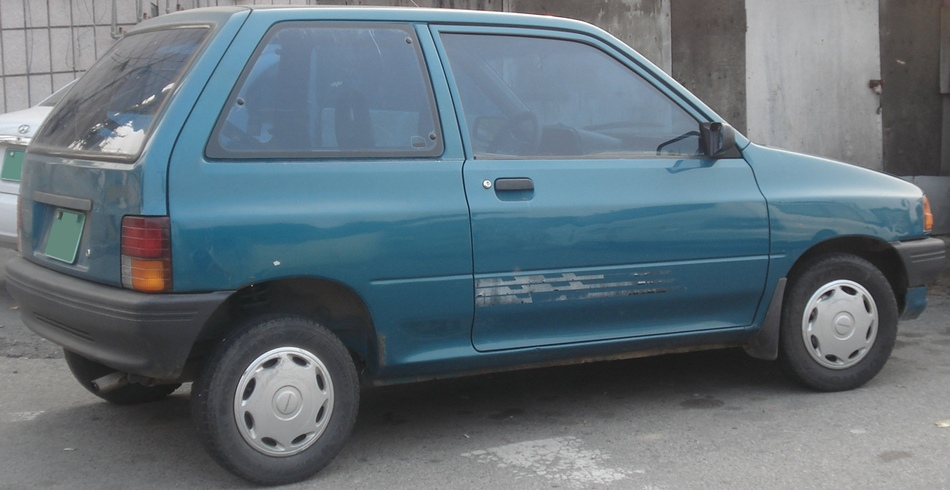
Kia Pride - tył

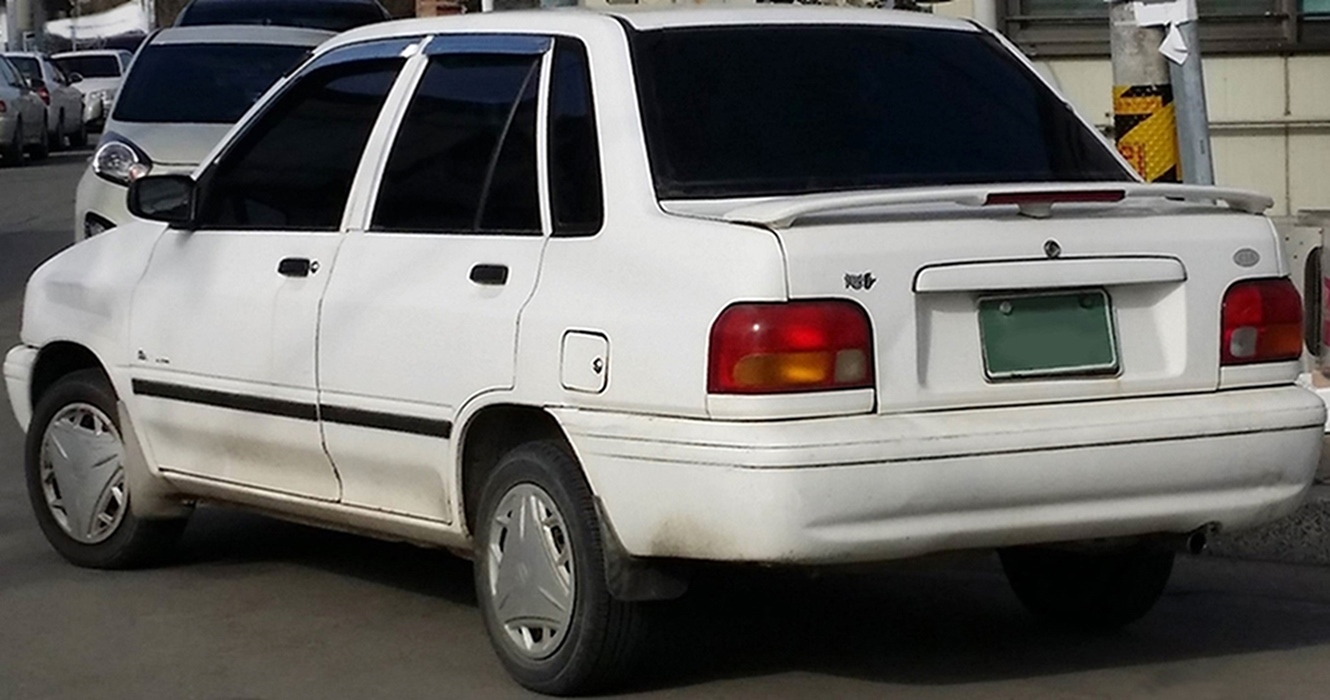
Kia Beta

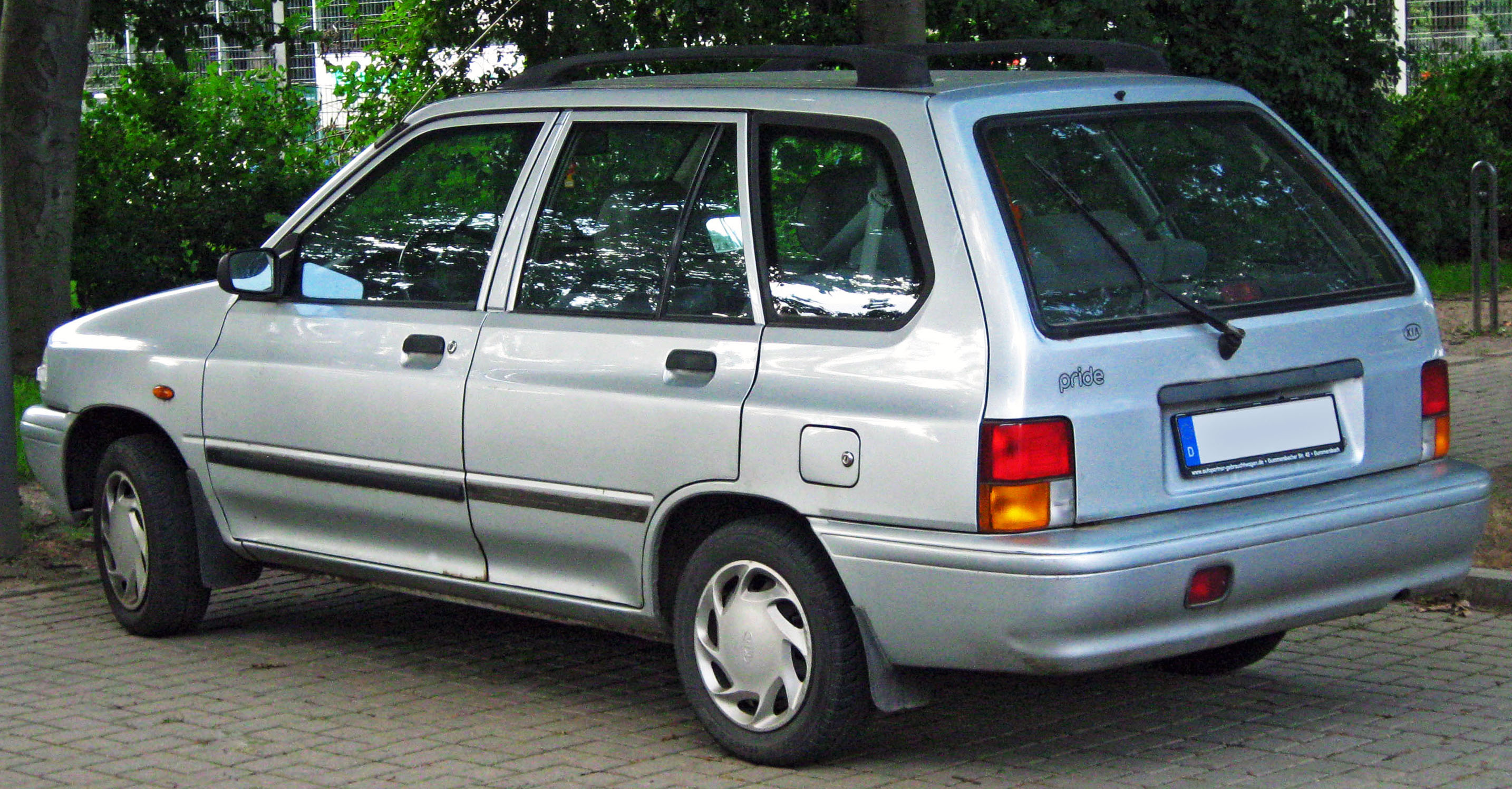
Kia Pride Kombi

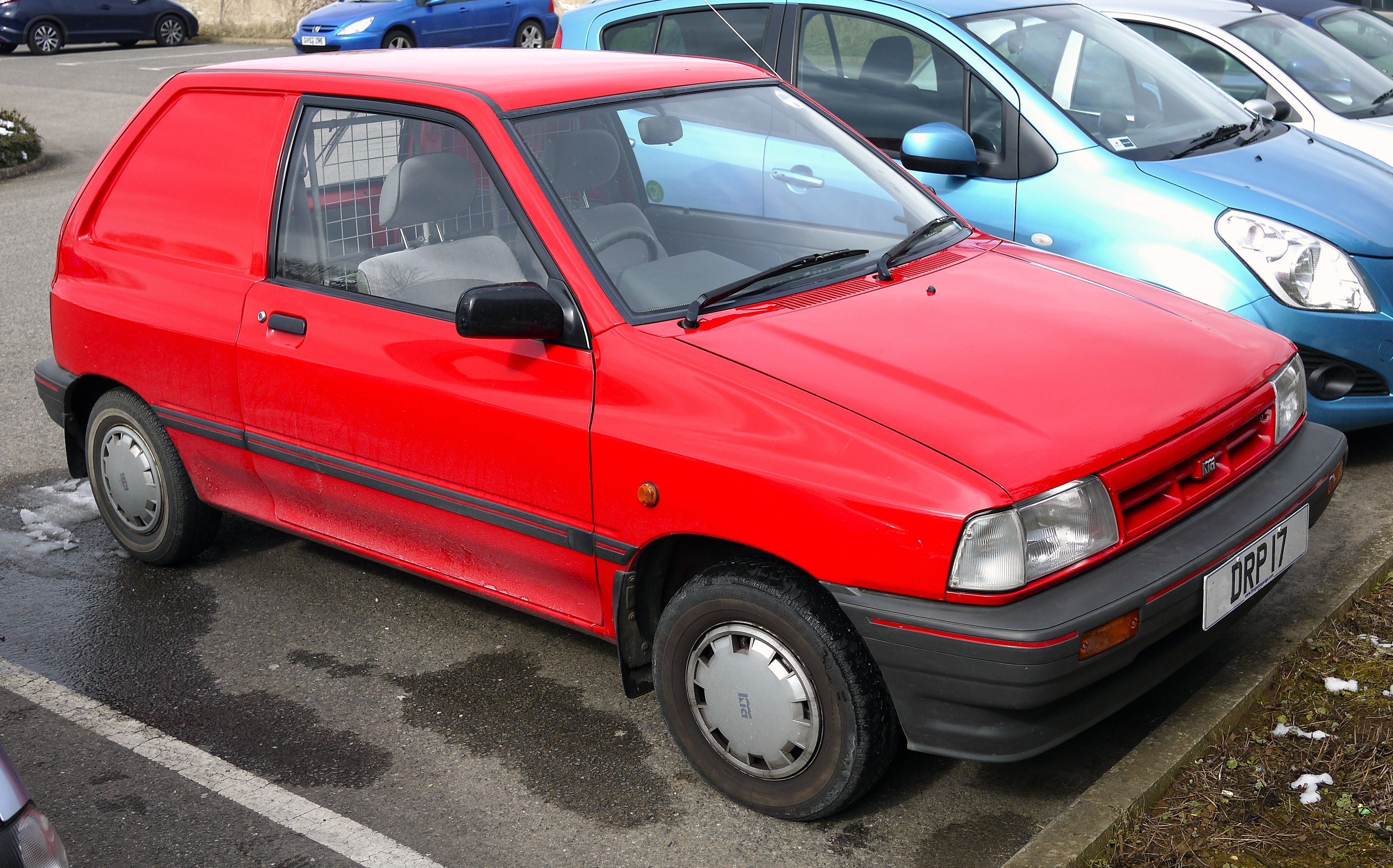
Kia Pride Van

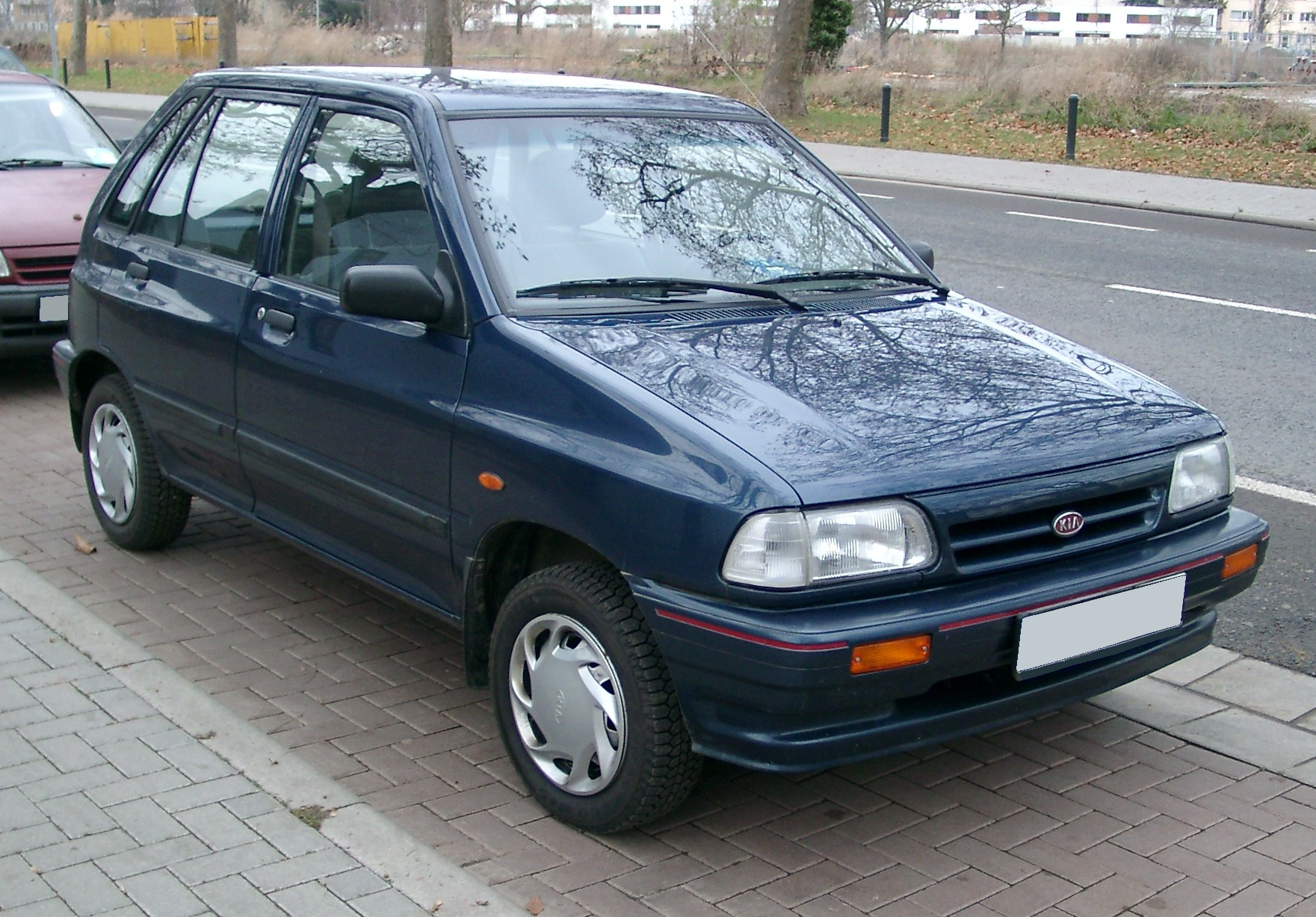
Kia Pride po liftingu

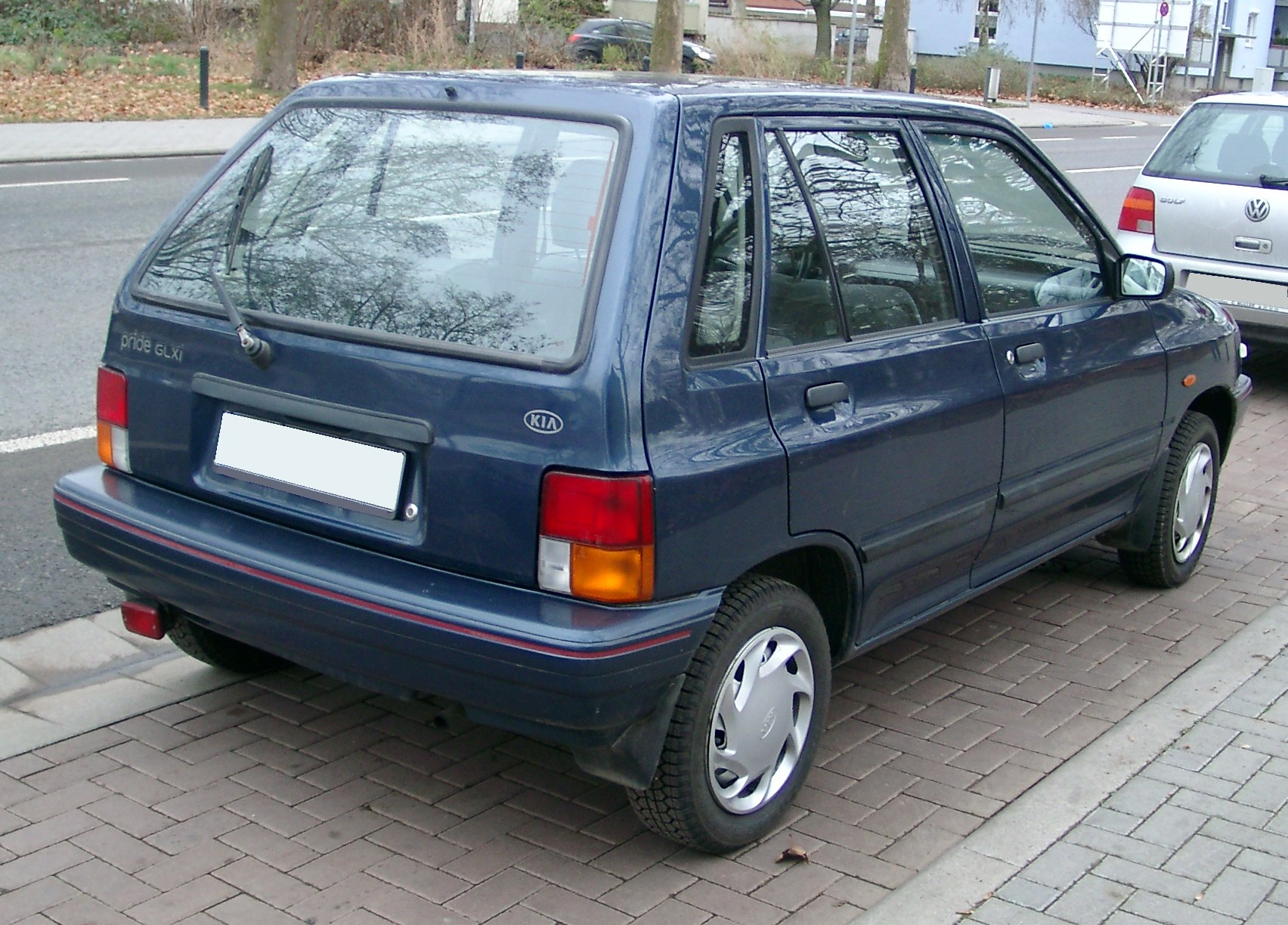
Kia Pride - tył po liftingu

Po tym, jak w 1981 roku południowokoreański dyktator Chun Doo-hwan zobowiązał lokalne przedsiębiorstwa do wytwarzania wyłącznie samochodów ciężarowych i dostawczych, Kia powróciła do produkcji samochodów osobowych dopiero 6 lat później, w 1987 roku. Pierwszym pojazdem tego typu został miejski model Pride, który powstał w ramach partnerstwa z Fordem i Mazdą.
Pod kątem wizualnym, Kia Pride była bliźniaczą konstrukcją wobec modeli Ford Festiva i Mazda 121, poza oznaczeniami producenta odróżniając się jedynie innym wypełnieniem atrapy chłodnicy.
Gama nadwoziowa utworzona została zarówno przez 3 i 5-drzwiowego hatchbacka, jak i 5-drzwiowe kombi oraz 4-drzwiowego sedana. W Wielkiej Brytanii oferowano także 2-miejscowy wariant dostawczy typu van.
Gama silnikowa składała się z czterocylindrowych silników benzynowych o mocy poniżej 100 KM, które wszystkie były konstrukcją japońskiej Mazdy.

### Lifting
W 1993 roku Kia zdecydowała się gruntownie zmodernizować Pride zarówno pod kątem wyglądu karoserii, jak i kabiny pasażerskiej. Samochód otrzymał nowy wzór atrapy chłodnicy w kolorze nadwozia, a także zmodyfikowany wzór reflektorów i mniej chropowate klosze lamp tylnych. Przeprojektowano także projekt deski rozdzielczej, z którą współgrało nowe koło kierownicy.

### Koniec produkcji i następca
Po 13 latach produkcji, Kia Pride zniknęła z rynku w 2000 roku. W czasie, gdy nowsza Kia Avella była oferowana równolegle z nią tylko w Korei Południowej i wyselekcjonowanych rynkach globalnych, tak przedstawiony w 1999 roku model Rio trafił już do sprzedaży w skali międzynarodowej.

### Sprzedaż
Za pomocą modelu Pride południowokoreański producent rozpoczął międzynarodową ekspansję, po raz pierwszy rozpoczynając sprzedaż na rynku południowoamerykańskim, a także w państwach azjatyckich. Kia Pride była też pierwszym modelem tej firmy oferowanym w Europie, poczynając od państw zachodnich na czele z Wielką Brytanią.
Po modernizacji, w latach 1997–2000 Kia Pride była oferowana także w Polsce, gdzie początkujące wówczas oficjalne przedstawicielstwo zaczęło budować pozycję jako marka budżetowa konkurująca z takimi producentami, jak Daewoo czy Fiat. 
W 1997 roku w ramach joint-venture z chińskim przedsiębiorstwem Guangtong Motor rozpoczęto sprzedaż i produkcję modelu pod nazwą Guangtong Pride, po uformowaniu nowej kooperacji Dongfeng Yueda Kia przemianowując ją na nową nazwę Kia Pride Y.
Po zakończeniu sprzedaży Kii Pride na rynkach globalnych, między 2000 a 2004 samochód w wersji sedan dalej wytwarzano w Pakistanie pod nazwą Kia Classic.
Po nabyciu w 1993 licencji przez irańskie przedsiębiorstwo SAIPA, po 2004 roku stało się ono wyłącznym producentem samochodu. Początkowo pod nazwami SAIPA Saba i SAIPA Nasim samochód dostępny był jako hatchback i sedan, z kolei z czasem w konstrukcję coraz bardziej ingerowano konstruując nowe odmiany liftback i pickup, wprowadzając sukcesywnie kolejne zmiany w wyglądzie. Ostatecznie, po 27 latach produkcji samochód zniknął z rynku w 2020 roku.

### Silniki
- R4 1.2l Mazda B1 54 KM
- R4 1.3l Mazda BJ 72 KM
- R4 1.3l Mazda B3 88 KM